# Fiona Mayová
Fiona May Iapichino (* 12. prosince 1969, Slough, Anglie) je bývalá britská atletka, dálkařka, která od roku 1994 reprezentovala Itálii.
V roce 1987 se stala v Birminghamu juniorskou mistryní Evropy. O rok později v kanadském Sudbury získala zlato také na juniorském mistrovství světa. Dvakrát vybojovala stříbrnou medaili na letních olympijských hrách (1996, 2000). Osmkrát v řadě se zúčastnila mistrovství světa v atletice. Poprvé v roce 1991 v Tokiu, naposledy v Helsinkách 2005. Získala dvě zlaté, jednu stříbrnou a bronzovou medaili. Stříbro a bronz má rovněž z ME v atletice. Je halovou mistryní světa (1997) i halovou mistryní Evropy (1998).
 3. října 2000 byla za své úspěchy vyznamenána Záslužným řádem italské republiky.

## Kariéra

### Letní olympijské hry
Hned pětkrát se zúčastnila letních olympijských her. Na prvních dvou olympiádách v Soulu 1988 a v Barceloně 1992 reprezentovala svou rodnou zemi. Na olympiádě v Soulu obsadila ve finále šesté místo. Vítězná Američanka Jackie Joynerová-Kerseeová skočila 740 cm. Smolně pro ni skončila účast na letních hrách v Barceloně o čtyři roky později, kde se v kvalifikaci zranila a nemohla pokračovat dále v soutěži. Největší úspěchy zaznamenala již coby reprezentantka Itálie.
Na olympiádě v Atlantě 1996 získala stříbrnou medaili, když prohrála jen s nigerijskou dálkařkou Chiomou Ajunwaovou, která skočila o deset cm dál (712 cm). Druhé stříbro vybojovala výkonem 692 cm o čtyři roky později v australském Sydney, kde nestačila pouze na Němku Heike Drechslerovou (699 cm). Stejný výkon jako Mayová předvedla rovněž Američanka Marion Jonesová, ta však měla horší druhý pokus a získala bronz. O medaili ale nakonec přišla, když se později přiznala k užívání dopingu. Definitivně ji byla odebrána v roce 2009 a bronz dodatečně získala Ruska Taťjana Kotovová.
Mayová reprezentovala i na letních hrách v Athénách 2004, avšak její kvalifikační výkon 638 cm na postup do finále nestačil.
| Olympijské hry | Místo konání         | Umístění    | Výkon  |
| -------------- | -------------------- | ----------- | ------ |
| LOH 1988       | Soul, Jižní Korea    | 6.          | 6,62 m |
| LOH 1992       | Barcelona, Španělsko | kvalifikace | DNF    |
| LOH 1996       | Atlanta, USA         | 2.          | 7,02 m |
| LOH 2000       | Sydney, Austrálie    | 2.          | 6,92 m |
| LOH 2004       | Athény, Řecko        | kvalifikace | 6,38 m |

### 2001–2005
Na světovém šampionátu v kanadském Edmontonu se podruhé stala mistryní světa ve skoku dalekém. Kvalifikační limit (670 cm) k postupu do finále překonala o 10 cm a postoupila z první pozice. Ve finále ve třetí sérii skočila 702 cm a tento výkon byl nakonec rozhodující. Ze soupeřek se nejvíce přiblížila Ruska Taťjana Kotovová, jež skočila 701 cm a brala stříbro. Po MS absolvovala ještě dalších šest závodů a po skončení sezóny se cítila psychicky unavená. Zvažovala roční pauzu ale nezdráhala se také ukončit kariéru a založit rodinu. V prosinci téhož roku oznámila přerušení kariéry z důvodu těhotenství. Zpět k atletice se vrátila v roce 2003, avšak na někdejší úspěchy již nenavázala. Na MS v atletice 2003 v Paříži skončila devátá a na halovém MS 2004 v Budapešti šestá. Naposledy startovala na světovém šampionátu v Helsinkách v roce 2005, kde jen těsně nepostoupila z kvalifikace.

### Osobní rekordy
- hala – 691 cm – 1. březen 1998, Valencie
- venku – 711 cm – 22. srpen 1998, Budapešť

## Soukromý život
Do roku 1993 závodila za Velkou Británii. Po sňatku s italským tyčkařem Giannim Iapachinem však získala italské občanství. 14. července 2002 se ji narodila dcera Larissa. V roce 2011 skončilo jejich manželství rozvodem.